# Oriol Junqueras
Oriol Junqueras i Vies (* 11. dubna 1969, Barcelona) je katalánský publicista, profesor historie a politik, viceprezident Katalánska, zbavený své funkce ústřední vládou Španělské monarchie spolu s ostatními členy katalánské vlády a jejím předsedou Carlesem Puigdemontem dne 27. října 2017, poté co katalánský parlament vyhlásil nezávislou Katalánskou republiku a poté co španělská centrální vláda pod vedením Mariana Rajoye získala souhlas Senátu k omezení katalánské autonomie, a to dle naplnění ústavního článku 155.

## Životopis
Oriol Junqueras se narodil v Barceloně, obci Sant Andreu del Palomar v rodině zdravotní sestry a vědce, zabývajícího se mořskou faunou. Po nedokončených studiích ekonomie na Universitat de Barcelona vystudoval moderní historii a ekonomii na Autonomní univerzitě v Barceloně (UAB). Od počátku 90. let se soustředil na trendy v ekonomii západního Středomoří, roku 2002 obhájil na podobné téma i doktorskou práci.

### Politická dráha
Po absolutoriu krátce působil jako lektor a asistent na mateřské univerzitě. Poté pracoval v mediích, zejména v televizních programech, aby se později spolupodílel na založení ofenzivnější platformy v Katalánské republikánské straně (Esquerra Republicana de Catalunya, ERC). V letech 2011–2016 byl starostou města Sant Vicenç dels Horts, spadajícího (jako městská část) pod Barcelonu .
V katalánských volbách v roce 2015 kandidoval do katalánského parlamentu, kam byl zvolen. Dne 12. ledna 2016 byl zvolen vice-prezidentem Generalitat Katalánska, což je běžně interpretováno jako funkce náměstka ministerského předsedy. Jako první z představitelů tohoto autonomního společenství nesložil přísahu na španělskou ústavu a krále Filipa VI.

### Trestní pronásledování
Špičky centrální vlády Španělska v Madridu pohrozily opakovaně v září 2017 Junquerasovi, Puigdemontovi i ostatním členům vlády trestním postihem za přípravu referenda o nezávislosti Katalánska, které považují za neústavní a jež nakonec uskutečnilo 1. října 2017. Španělská prokuratura proto výše zmíněným hrozila tresty ve výši až 30 let pobytu za mřížemi za vzpouru.
2. listopadu 2017 byl Oriol Junqueras byl vzat do vazby a v říjnu 2019 nakonec kvůli uspořádání referenda za nezávislost odsouzen ke 13 rokům odnětí svobody. V prosinci 2019 Soudní dvůr EU potvrdil, že španělská justice porušila Junquerasova lidská i politická práva tím, že mu neumožnila vykonávat mandát europoslance, do něhož byl v květnu téhož roku zvolen.